# Українська воднева рада
Енергетична асоціація «Українська Воднева Рада» (англ. Ukrainian Hydrogen Council) — єдина національна воднева асоціація провідних енергетичних, промислових та публічних компаній в Україні.

## Мета
Метою асоціації є впровадження сталого розвитку для глобального переходу України на водневу енергетику, інтеграція сучасних відновлювальних енергетичних технологій в економіку України та модернізація її енергетичного комплексу.

## Цілі
- Залучення українського енергетичного комплексу до новітнього світового секторального діалогу шляхом взаємодії з міжнародними енергетичними організаціями.
- Модернізація національної правової бази з водневої енергетики та приведення законодавчих норм до європейських, а також міжнародних стандартів.
- Розробка та підтримка водневих енергетичних технологій в Україні та у світі.
- Залучення інвестицій в українські та міжнародні водневі енергетичні проєкти.
- Доступ відновлювальних та водневих енергетичних технологій для населення.
- Підтримка програм з енергозбереження та енергетичнуої децентралізації.

## Структура організації
Президент — Олександр Рєпкін.

Зі звернення президента асоціації:
«Для забезпечення подальшого світового технічного прогресу, розвитку економіки та відновлення світової екології необхідно поступово відмовлятись від традиційних викопних енергетичних ресурсів та збільшувати частку відновлювальних водневих джерел в глобальній енергетичній мережі».

## Основні досягнення
17 травня 2018 року був проведений перший міжнародний енергетичний форум «Вітер та водень», одним з організаторів якого виступила Українська Воднева Рада. На форумі були присутні делегати з 16 країн світу. Радник європейської вітроенергетичної асоціації Wind Europe Вікторія Керельська зазначила, що цей форум став найбільшим у Східній Європі заходом, присвяченим впровадженню водневих технологій.
17-18 листопада 2018 року Українська Воднева Рада стала частиною міжнародної асоціації Hydrogen Europe, яка є підрозділом Європейської комісії. Асоціація прийняла Українську Водневу Раду, як національну організацію, та її президента у постійні члени серед інших представників країн Європи. За словами Олександра Рєпкіна, Українська Воднева Рада стала першою національною організацією, прийнятою в структури Європейської комісії, від країни, яка не є членом Європейського союзу.
3 квітня 2019 року офіційна українська делегація, одним з організаторів якої виступила Українська Воднева Рада, вперше стала повноправним учасником головної промислової виставки Європи «Hydrogen + Fuel Cells» в Ганновері (Німеччина). На міжнародній водневій виставці було представлено «дорожню карту» водневої енергетики України до 2035 року включно. План дій, сценарій розвитку та способи запровадження водневої енергетики в економічну модель України розробили: Українська Воднева Рада, Інститут відновлюваної енергетики НАН України та Hydrogen Europe.
За словами творців карти, виконання запропонованих заходів дасть можливість: розробити та впровадити ефективні енергосистеми на основі відновлюваних джерел енергії, забезпечені системами акумулювання, зберігання, транспортування та використання водню різного виду та потужності; розробити та впровадити механізми державного управління і регулювання у сфері водневої енергетики, розробити законодавчі та нормативно-правові акти.
«Гармонізована із законодавством ЄС – «дорожня карта» стане тією ланкою, яка допоможе Україні зробити ще один крок у бік Євросоюзу. Адже екологічні директиви ЄС суворі. І країни, які бажають приєднатися до Євросоюзу, мають їм відповідати та поступово відходити від високовуглецевих технологій. Наша мета: досягнення 25-ти відсоткової частки водню в газотранспортній системі України та експорт «зеленого» водню до Європи», – розповідає Олександр Рєпкін.
Під час міжнародного круглого столу, організованого Українською Водневою Радою у Ганновері, був підписаний міжнародний меморандум  про підтримку «дорожньої карти» та розвиток водневої енергетики України з головним водневим енергетичним агентством Європейської комісії «Hydrogen Europe», Німецькою та Латвійською водневими асоціаціями.

## Партнери

### Міжнародні партнери
Hydrogen Europe, Fuel Cells and Hydrogen Joint Undertalking, German Hydrogen and Fuel-Cell Association, Latvian Hydrogen Association, Czech Hydrogen Technology Platform, Slovak Hydrogen Association, Sojitz Corporation, Hrein Energy Inc., Hydrogen Sveden.

### Національні партнери
Державне агентство з енергоефективності та енергозбереження України, Міністерство закордонних справ України, Міністерство інфраструктури України, Міністерство енергетики України, Українська вітроенергетична асоціація, Українська асоціація відновлювальної енергетики, Асоціація сонячної енергетики України, Оператор ГТС України,  Укргазбанк, Інститут відновлюваної енергетики НАН України, Офіс Амбасадора відновлюваної енергії, Європейсько-Українське Енергетичне Агентство, МФО "Чиста енергія - здорове довкілля".